# Kettenhecht
Der Kettenhecht (Esox niger) ist eine Hechtart, die im östlichen Nordamerika vom kanadischen Nova Scotia bis zum südlichen Florida vorkommt. Im Westen reicht das Verbreitungsgebiet bis zum Sabine Lake in Louisiana und dem Stromgebiet des Mississippi nördlich bis Kentucky und Missouri. In den Ontariosee, den Eriesee und anderen nordamerikanischen Gewässern wurde die Art vom Menschen eingeführt.

## Merkmale
Der Fisch erreicht eine Maximallänge von 99 cm, bleibt aber für gewöhnlich bei einer Länge von knapp über 40 cm. Das veröffentlichte Maximalgewicht liegt bei 4,25 kg, das Höchstalter bei 9 Jahren. Der Körper ist schlank und zylindrisch, in der Mitte leicht abgeflacht und im hinteren Abschnitt seitlich abgeflacht. Der große Kopf ist weitgehend unbeschuppt und abgeflacht, die lange Schnauze ist breit, an der Spitze abgerundet und hat eine konkave Oberseite. Das Maul ist annähernd horizontal, der Unterkiefer steht vor. Die Maxillare reicht bis unter den Hinterrand der Pupille oder leicht darüber hinaus. Die seitlichen Zähne im Unterkiefer und auf dem Pflugscharbein sind vergrößert. Die Kopfseiten und der Kiemendeckel sind voll beschuppt. Die Anzahl der Wirbel liegt bei 49 bis 54.
- Flossenformel: Dorsale 17–21, Anale 11–13.

Kettenhechte sind auf ihrer Rückenseite grünlich und zeigen oft ein starkes dunkelgrün. Das Grün wird durch weißliche Bänder unterbrochen und zeigt einen goldenen Glanz. Die Bauchseite ist hell. Die Körperseiten weisen weißliche Zonen auf, unterbrochen durch dunkle kettenähnliche Muster. Die Pupillen sind gelb, die Flossen hell.

## Lebensweise
Kettenhechte leben in Pflanzenbeständen in Seen, Sümpfen, Altarmen und strömungsarmen Bereichen von kleinen bis mittelgroßen Flüssen. In vegetationsarmen Flüssen bevorzugen sie tiefe und kalte Bereiche, die auch in den Wintermonaten von ausgewachsenen Fischen aufgesucht werden. Gleich nach dem Abtauen des Eises im Frühjahr wandern die Fische wieder in flaches Wasser um zu laichen. Die Larven kleben sich mit einer Kopfdrüse an Pflanzen. Jungfische stehen oft bewegungslos nah der Wasseroberfläche oder verstecken sich zwischen organischem Material auf dem Gewässerboden. Wie alle Hechte ist der Kettenhecht ein Raubfisch.